# Ouadhia
Ouadhia là một đô thị thuộc tỉnh Tizi Ouzou, Algérie. Dân số thời điểm năm 2002 là 17.286 người.